# 粟皇子神社
粟皇子神社（あわみこじんじゃ）は、伊勢神宮皇大神宮（内宮）の摂社。内宮の摂社27社のうち第19位である。
景勝地・池の浦に臨む岬に鎮座し、祭神は海岸の守護神とされる。

## 概要
三重県伊勢市二見町松下字鳥取（とりとり）1687-2に鎮座する。池の浦海水浴場に近接し、伊勢神宮を構成する125社のうち最も海岸に近い地にある。社地の面積は4畝7歩（≒419.8m2）。
祭神は須佐乃乎命御玉道主命（すさのおのみことのみたまのみちぬしのみこと）。天照大御神と須佐乃乎命（すさのおのみこと）とのうけいによって誕生した女神で、海岸鎮守の神である。別名を淡海子神（あわみこのかみ）と称する。その女神とは記紀によれば本来、宗像三女神の事であるが、諸説ある。

## 歴史
伊勢神宮の摂社の定義より『延喜式神名帳』成立、すなわち延長5年（927年）以前に創建された。『倭姫命世記』によれば、倭姫命が志摩国を巡幸した帰路にて池の浦に達し、そこで御贄を奉った神に淡海子神と名付け、粟皇子神社を定めたという。当初、池の浦に浮かぶ中之島に鎮座していたが、祭祀が断絶し、元禄5年（1692年）の再興時に中之島を望む鳥取海岸に移動した。正徳2年（1712年）、高波で被害を受けたため、現社地に移転する。
社殿は1908年（明治41年）4月に建て替えが行われた。

## 交通
粟皇子神社はホテル「旅荘 海の蝶」の敷地内にあり、ホテルのフロントで一声かけると、敷地内を通って神社へ行くことができる。ホテルから神社までは案内看板が整備されている。
JR参宮線松下駅から徒歩で訪れる場合、駅前の林道に沿って20分ほど歩き、突き当たると堤防があり、海（池の浦）が広がる。この道には途中沼地があるため、自転車では利用できない。突き当たりから海岸線に沿って進むと粟皇子神社に達する。三重交通バス池の浦バス停から行く場合、徒歩約40分である。
自家用車利用の場合、伊勢二見鳥羽ライン鳥羽ICより国道42号を経由、約10分（約2.2km）である。自動車で行けるのはホテルまでで、神社前に乗り入れることはできない。